# 帝国農会
帝国農会（ていこくのうかい）とは、1910年（明治43年）に公認され、第二次世界大戦中の1943年（昭和18年）に廃止された中央農政機関である。

## 歴史・概要
1881年（明治14年）に成立した大日本農会と、1895年（明治28年）に成立した全国農事会が、帝国農会の前身である。大日本農会の幹事長であった前田正名は、農会法の制定に尽力した。1899年（明治32年）に農会法が成立すると、全国農事会は自身を系統農会の中央機関と位置づけるようになり、1907年（明治40年）に帝国農会と改称し、1910年（明治43年）に法制化を実現した。

### 目的
農業の技術的、経済的発展および改良を目的として設立された。そのため、農業技術の指導、農業に関する調査研究、農産物価格の統制、小作争議の抑制、農民の福利増進などに取り組んだ。また、農業保護とともに、地主の利益擁護の側面が強い。

### 組織
道府県および郡市町村の農会を系統的に組織した全国的中央機関であり、下部組織として道府県農会を持ち、多額の国庫補助を受ける官製団体である。

### 備考
1928年（昭和3年）から「市況通報」を発行した（1937年（昭和12年）、「日本農業新聞」に改題）。
1943年（昭和18年）、農業団体法の成立によって中央農業会に統合された。

## 歴代会長
特記なき場合『日本官僚制総合事典 : 1868-2000』による。
- 加納久宜：1911年1月1日 - 1912年10月28日
- 松平康荘：1913年6月 - 1923年10月27日
- 大木遠吉：1923年10月27日 - 1926年2月14日
- 矢作栄蔵：1926年10月22日 - 1931年10月31日
- 牧野忠篤：1931年10月31日 - 1934年10月26日
- 酒井忠正：1934年10月26日 - 1939年11月6日
- 山田斂：1939年11月6日 - 1940年10月21日
- 酒井忠正：1940年10月26日 - 1943年9月30日（廃止）